# Ossipee (Carolina del Norte)
Ossipee  es un pueblo del condado de Alamance en el estado estadounidense de Carolina del Norte. Ossipee es uno de los más recientes municipios en el estado, ya que fue incorporado oficialmente el 9 de diciembre de 2002.